# Ellen Flesseman-van Leer
Ellen Flesseman, geb. van Leer (Berlijn, 17 juli 1912 - Almelo, 18 juni 1991), was een Nederlandse theologe van Joodse afkomst.

## Biografie
Ellen Flesseman-van Leer werd in 1912 te Berlijn geboren als dochter van de zakenman Sigismund Bernard van Leer en Julie Weinberg. Haar ouders waren Joods, doch volledig geseculariseerd. Vader Flesseman was eigenaar van een papier- en kartonfabriek; moeder Flesseman, geb. Weinberg was een Duitse. Het echtpaar was lid van de SDAP. Zij bezocht het Amsterdams Lyceum en studeerde vanaf 1930 klassieke talen aan de Universiteit van Amsterdam. Tijdens haar studietijd maakte zij via de Nederlandse Christen-Studenten Vereniging (NCSV) kennis met het christelijk geloof en liet zich in 1939 dopen. In 1938 was zij in het huwelijk getreden met de jurist Albert Flesseman. Van 1936 tot 1940 doceerde zij klassieke talen in Amsterdam. Bij het uitbreken van de Tweede Wereldoorlog vluchtte Albert naar de Verenigde Staten van Amerika (1940); Ellen vertrok in 1941 met een uitreisvisum naar de VS waar zij een schriftelijke cursus Hebreeuws volgde om vervolgens aansluitend theologie te studeren aan de Union Theological Seminary te New York. Ze werd predikant en was al zodanig werkzaam in de Canadese provincie Ontario.
Terug in Nederland promoveerde zij in 1953 tot doctor in de theologie bij hoogleraar Jan Nicolaas Bakhuizen van den Brink. Zij bekleedde in Nederland geen officieel kerkelijk ambt, maar was wel zeer actief in het kerkelijk leven. Van 1963 tot 1983 was zij lid van de Commissie voor Geloof en Kerkorde van de Wereldraad van Kerken. Zij publiceerde veelvuldig. Een van haar bekendste werken is Geloven vandaag dat in 1972 verscheen en verscheidene herdrukken beleefde. Het boek geldt als een "lekendogmatiek" en vond veel aftrek onder een nieuwe generatie gelovigen. In dit werk, maar ook in latere werken, probeert zij het geloof te vertolken in de taal van de moderne tijd. Dogma's werden door haar opnieuw geformuleerd, en enkele werden door haar afgewezen. Haar theologische opvattingen houden het midden tussen een gematigde vorm van orthodoxie en vrijzinnigheid. Zij was sterk betrokken bij het wel en wee van de jonge staat Israël en tegelijkertijd bij de joods-christelijke dialoog die in de jaren vijftig op gang kwam. Flesseman-van Leer was er van overtuigd dat de bijbelse boodschap - in het bijzonder de boodschap van Jezus Christus - verstaan moest worden tegen de joodse achtergrond van zijn dagen. Dogma's en leerstukken die volgens haar inzichten niet joods waren, moesten daarom worden afgewezen. Tegenover de tweenaturenleer van Christus zoals die is ontwikkeld in het vroege christendom, stond zij afkerig. Ook de pre-existentie van Christus kon niet op haar instemming rekenen; dit leerstuk droeg te veel het stempel van het wereldbeeld van de klassieke oudheid dat niet meer de onze is. Op een zelfde wijze beoordeelde zij de maagdelijke geboorte en het leerstuk der Drie-eenheid. Jezus was  voor haar de mens zoals God die bedoeld had. Dit laatste komt ook sterk naar voren in haar bijdrage aan de bundel Wie toch is Jezus van Nazareth (1985). Haar mensbeeld is - niettegenstaande haar ervaringen gedurende de oorlogsjaren - optimistisch te noemen.
Ellen Flesseman-van Leer publiceerde ook in het Engels en in het Duits. Geloven vandaag verscheen onder de Duitse titel Rechenschaft über den Glauben. In het buitenland heeft zij veelvuldig lezingen gehouden, met name in de toenmalige Duitse Democratische Republiek. Tot op hoge leeftijd ging zij voor in kerkdiensten. Ellen Flesseman-van Leer overleed in 1991 in Almelo.

## Familie
De joods-katholieke dichteres Sophie van Leer (1892-1953) was een tante van Ellen.

## Werken (selectie)
- Israël: volk, land en staat (co-auteur, 1970)
- Geloven vandaag (1972)
- Schriftgezag in de Oecumene (1982)
- Wie toch is Jezus van Nazareth (co-auteur, 1985)
- Levend water in je handen dragen (postuum, 1992)

## Verwijzingen
- Biografisch Portaal: 96684285
- CiNii: DA06999318
- Gemeinsame Normdatei: 1084820749
- International Standard Name Identifier: 0000 0000 8398 2679
- Library of Congress Control Number: n82024776
- Nationale Bibliotheek van Tsjechië: skuk0002480
- Nationale Bibliotheek van Israël: 987007261143105171
- Nederlandse Thesaurus van Auteursnamen: 068335563
- Système universitaire de documentation: 081375557
- Virtual International Authority File: 85163914